# Radical Paulistano
Radical Paulistano foi um jornal brasileiro que existiu no ano de 1869, pertencente à corrente mais exaltada do Partido Liberal da capital do estado brasileiro de São Paulo, e que em suas vinte e seis edições contou com grandes nomes entre seus redatores que mais tarde viriam a desencadear o movimento que derrubou o imperador Pedro II.

## Histórico
Teve sua primeira edição em 12 de abril de 1869 e foi inicialmente impresso nas oficinas do jornal "O Ypiranga", e depois nas do "Correio Paulistano" até 13 de novembro do mesmo ano, quando foi extinto.

## Descrição e conteúdo
Era um jornal pequeno, composto somente de quatro páginas.
Além da ideologia partidária (republicana, radicalismo liberal), o periódico defendia o abolicionismo.

## Colaboradores
Segundo o historiador da imprensa paulista, Oscar Pilagallo, o periódico serviu para divulgar o nome de seus jovens colaboradores junto ao meio liberal do país; entre estes estavam Luís Gama, Castro Alves, Martim Cabral, Joaquim Nabuco, Rui Barbosa e Bernardino Pamplona que compunham a geração que, mais tarde, viria a derrubar a monarquia com a Proclamação da República.